# Waldkraiburg
Waldkraiburg (in bavarese Woidkroaburg) è un comune tedesco di 24 216 abitanti, situato nel land della Baviera.